# Chiesa di Santa Valburga (Ultimo)
La chiesa di Santa Valburga (in tedesco: Kirche St. Walburg) è la parrocchiale di Ultimo (Ulten) in Alto Adige. Fa parte del decanato di Lana-Tesimo nella diocesi di Bolzano-Bressanone e risale al XII secolo.

## Storia

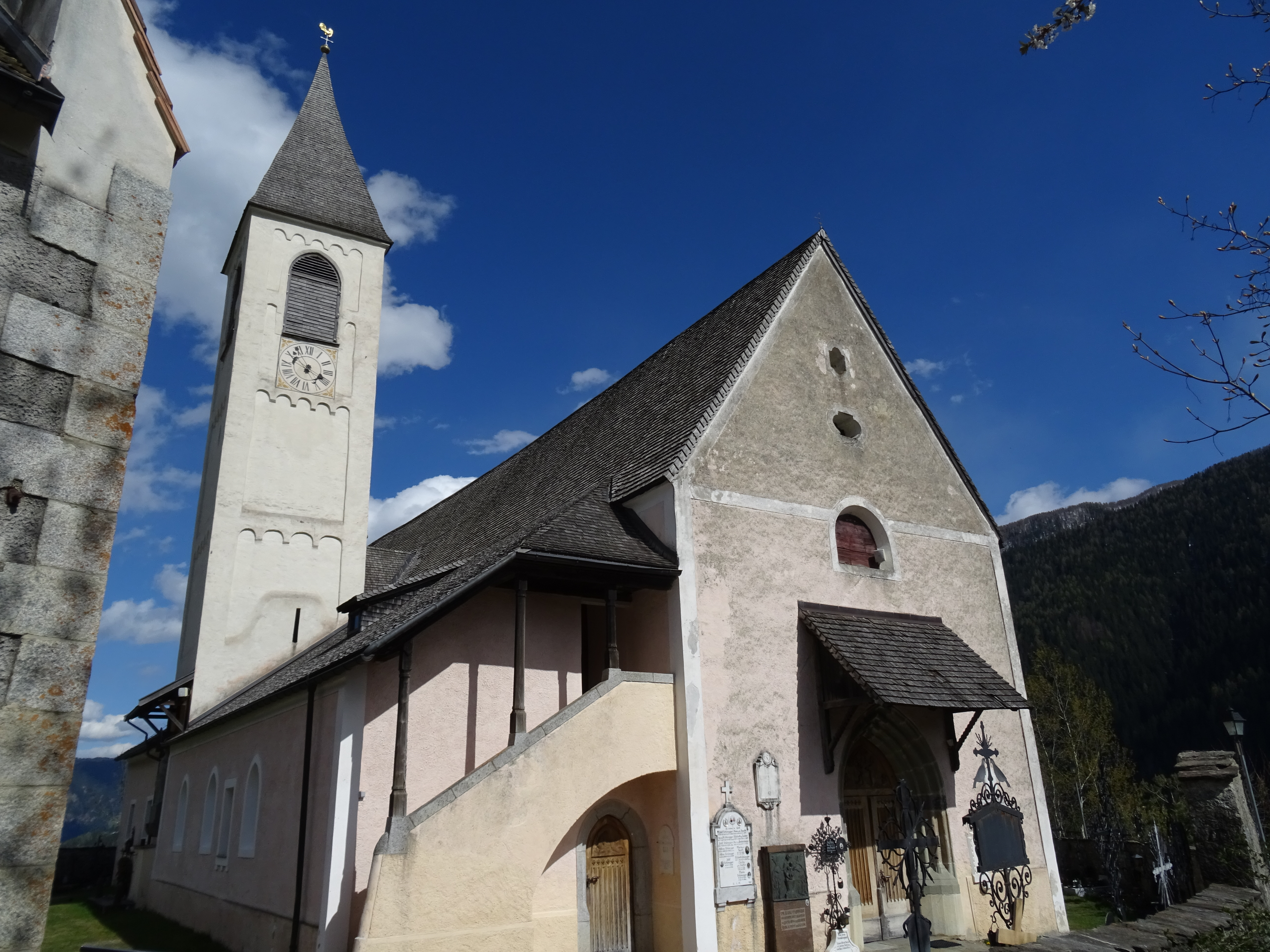
Chiesa di Santa Valburga

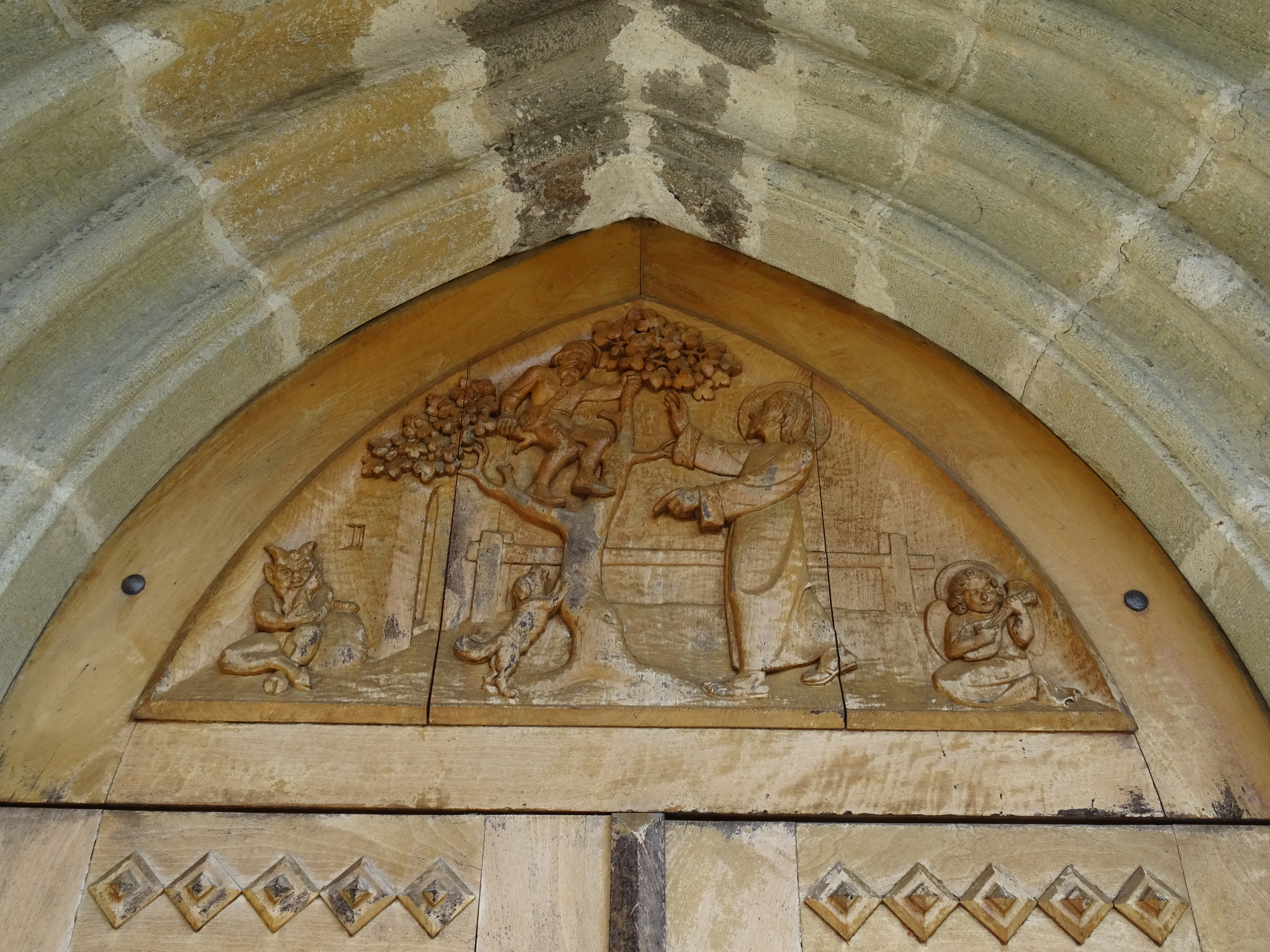
Particolare della scultura lignea del portale

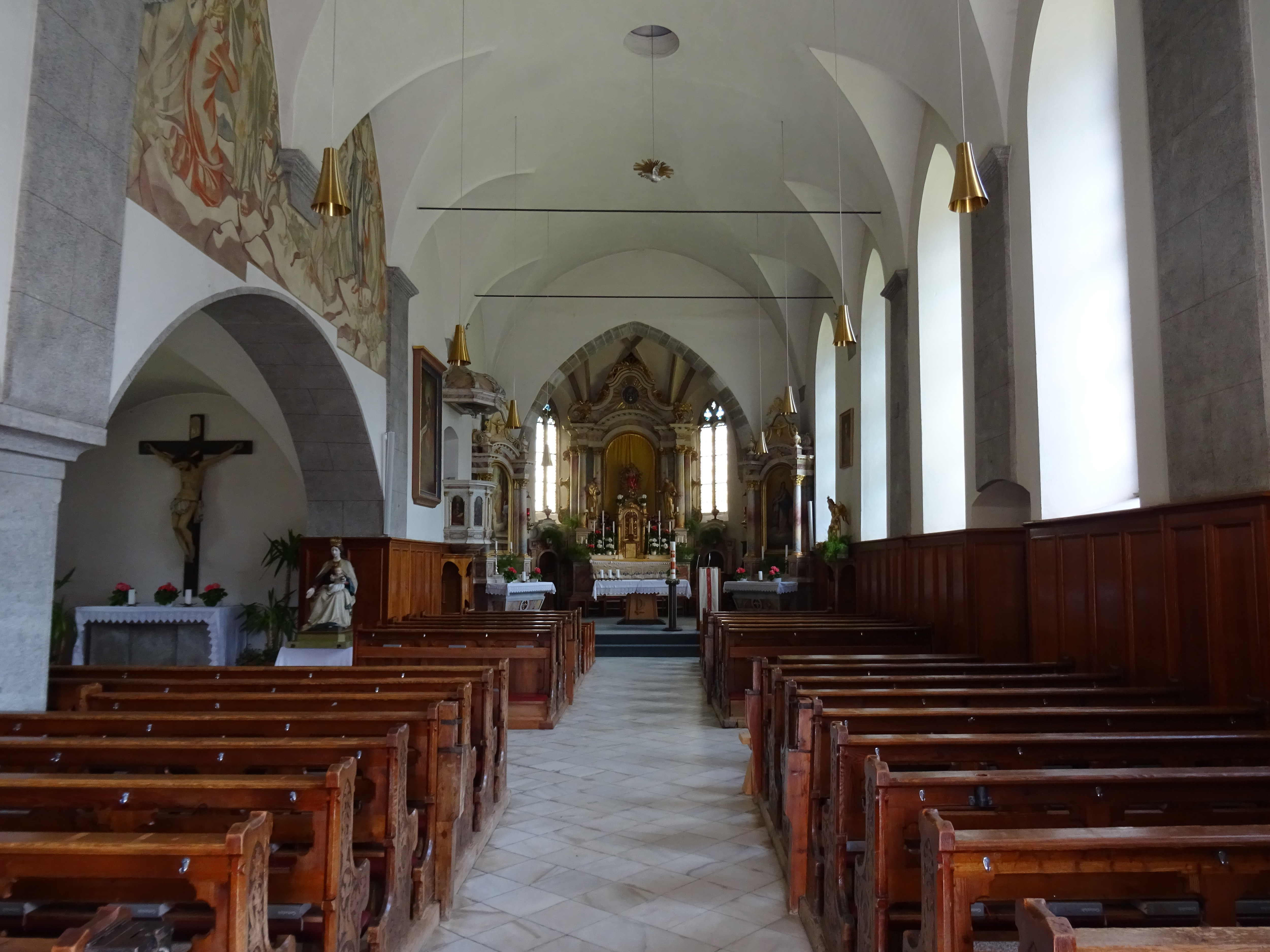
Interno

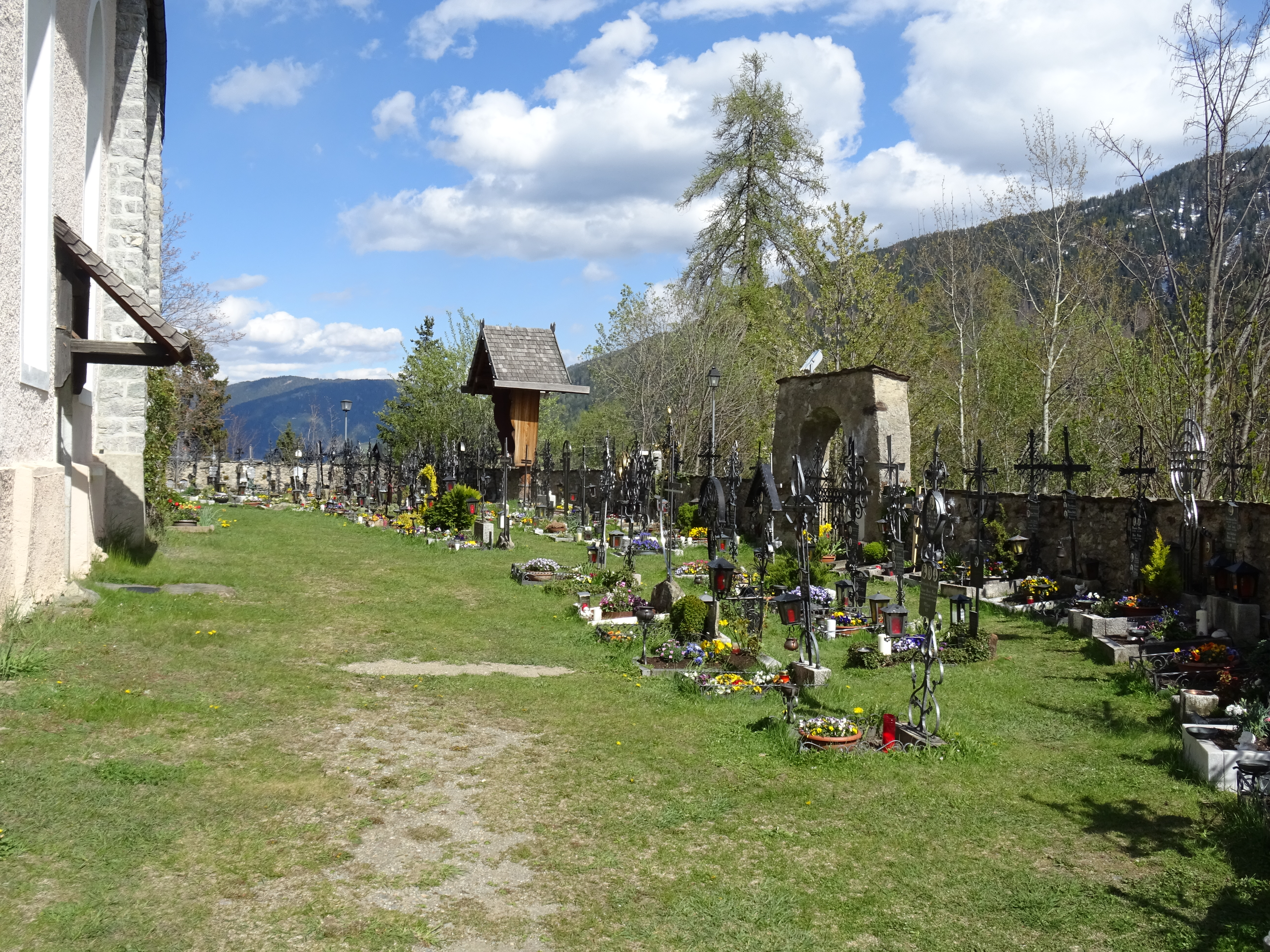
Cimitero di Santa Valburga

La chiesa è stata edificata probabilmente sul sito di un precedente luogo di culto romanico. La torre campanaria e la parte absidale risalgono al XII secolo e due secoli più tardi la struttura venne restaurata ed ampliata secondo il gusto gotico. Attorno alla metà del XIX secolo la navata venne ampliata e poco dopo vennero restaurate anche le campane. Alla storia della chiesa si associa una leggenda popolare che vorrebbe l'intervento ripetuto della santa titolare a difesa della posizione dell'edificio che la popolazione avrebbe pensato di spostare più vicina al centro del paese.

## Descrizione
La chiesa è un monumento sottoposto a tutela col numero 17747 nella provincia autonoma di Bolzano.

### Esterni
La chiesa si trova in posizione dominante sull'abitato di Ultimo in Alto Adige. Posta sul colle di Santa Valburga si presenta con orientamento tradizionale verso est. La facciata a capanna in stile gotico è caratterizzata dalla tettoia che protegge il portale di accesso archiacuto sormontato, in asse, da una piccola finestra. Il campanile si alza in posizione arretrata sulla sinistra. Attorno alla chiesa si trova il cimitero della comunità.

### Interni
La sala è formata da due navate. La navata laterale si trova a sinistra, non è di grande estensione ed è dotata di un altare semplice. Nella navata principale l'altare maggiore è arricchito dalla pala raffigurante Santa Valburga. I due altari laterali sono dedicati al Sacro Cuore di Gesù e a Maria.